# Antal Páger
Dans le nom hongrois Páger Antal, le nom de famille précède le prénom, mais cet article utilise l’ordre habituel en français Antal Páger, où le prénom précède le nom.
Antal Páger est un acteur hongrois né le 29 janvier 1899 et décédé le 14 décembre 1986.

## Filmographie

### Cinéma
- 1932 : Csókolj meg, édes! : Keszeg András
- 1932 : Piri mindent tud : Fodor L.Árpád,háztulajdonos
- 1933 : Ítél a Balaton : Jani,Kovács fogadott fia
- 1934 : Búzavirág : Síró, János
- 1934 : Emmy : Pálóczy
- 1935 : Okos mama, Az : Kállay Zolkó, földbirtokos, Kató férje
- 1935 : Köszönöm, hogy elgázolt : Asztalos Péter
- 1935 : Édes mostoha : Hargittay András báró
- 1936 : Barátságos arcot kérek : Bodrogi
- 1936 : Havi 200 fix : Tavaszi Mátyás, gyógyszerész
- 1936 : Évforduló : Dr. Gergely Péter tanársegéd
- 1937 : Rád bízom a feleségem : Péter, vezérigazgató
- 1937 : Pesti mese : Kubik
- 1937 : Édes a bosszú : Walter Ákos
- 1937 : Férfi mind örült : Jónás
- 1937 : Hotel Kikelet : Földi Péter
- 1937 : Egy lány elindul : Brigi,Lombék fia
- 1938 : Ember néha téved, Az : Pákay András,igazgató
- 1938 : Magdát kicsapják : Alfred Harvey
- 1938 : Döntö pillanat : Bálint Gábor
- 1938 : Szívet szívért
- 1938 : Megvédtem egy asszonyt : Bory Péter,mérnök
- 1938 : Nehéz apának lenni : Ifj.Kõrössy Pál
- 1938 : Péntek Rézi : Dr.Gerleszegi Gerle Géza
- 1938 : Azurexpress : Rák Tamás, t anár
- 1938 : Beszállásolás : Dr.Tibor Tibor,ügyvéd,tartalékos huszárhadnagy
- 1938 : Rozmaring : Kery István
- 1939 : Szervusz Péter! : Tamás Endre / Tornay Péter
- 1939 : A Miniszter barátja : Kovács János,vegyészmérnök
- 1939 : Fehérvári huszárok : Onódy, István
- 1939 : Bors István : Bors István
- 1939 : A Varieté csillagai : Keats
- 1939 : Menschen vom Varieté
- 1939 : Keserü mézeshetek
- 1940 : A Nönek mindig sikerül : Pista
- 1940 : Földindulás : Kántor János
- 1940 : Erdélyi kastély : Monostory Ádám gróf
- 1940 : Jöjjön elsején! : Árvay úr
- 1940 : Igen vagy nem? : Id. Péteri János, földbirtokos
- 1940 : Hazajáró lélek : Török Ágoston mérnök
- 1940 : Zárt tárgyalás : Dr. Benedek Gábor ügyvéd
- 1941 : Egy éjszaka Erdélyben : II.József
- 1941 : Miért? : Péter
- 1941 : A Szüz és a gödölye : Szélhámos festõ
- 1941 : Eladó birtok : Marjánszky Mihály
- 1941 : András : Laczkó András
- 1941 : Beáta és az ördög : Martino gróf
- 1941 : Végre! : Horváth Péter fõmérnök
- 1941 : Háry János : Háry János
- 1941 : A Harmincadik : Nagy Gábor,tanító
- 1941 : Szüts Mara házassága : Simaházi Tamás
- 1941 : Régi keringö : Dudva Mihály, taxisofõr
- 1942 : Szeretö fia, Péter : Balogh Péter
- 1942 : Dr. Kovács István : Dr. Kovács István egyetemi tanár
- 1942 : Fráter Loránd : A nótalelkü Fráter lóránd
- 1942 : Örségváltás : Takács Péter
- 1942 : Házasság : Dr.Szabó,Mária férje
- 1942 : Férfihüség : Sándorffy Péter
- 1942 : Szép csillag : Avar János
- 1943 : Kettesben : Pávay Szilárd,igazgató
- 1943 : Aranypáva : Forintos Mátyás, molnárlegény
- 1944 : II. magyar kívánsághangverseny
- 1944 : Egy nap a világ : Tamás
- 1944 : Elsö, Az : Balog István halászmester
- 1957 : A Nagyrozsdási eset : Sándor Barta, borellenör
- 1957 : Dani : Mozdonyvezeto
- 1957 : A Tettes ismeretlen : Miklósi
- 1958 : Sóbálvány : Mohai doktor
- 1958 : Don Juan legutolsó kalandja : Leporello
- 1959 : Tegnap : Mácsay, volt foldbirtokos
- 1959 : Akiket a pacsirta elkísér : Tanító
- 1960 : Utolsó pillanat, Az
- 1960 : Merénylet : Havel, nyugdijas nyomozo
- 1960 : Kálvária : Tóth Sándor, Gizi apja
- 1960 : Füre lépni szabad : Kéri Antal
- 1960 : Arc nélküli város, Az : Zách Kornél
- 1960 : A Noszty fiú esete Tóth Marival : Tóth Mihály
- 1961 : Zápor : Pató
- 1961 : Katonazene : Riedl ezredes
- 1961 : Megöltek egy lányt : Salgó
- 1961 : Nem ér a nevem : Pintér
- 1962 : Mici néni két élete : Gál Alfréd
- 1962 : Isten öszi csillaga
- 1962 : Felmegyek a miniszterhez : Balogh Bódog
- 1962 : Húsz évre egymástól : Sándor
- 1962 : Utolsó vacsora, Az : Dánusz Richárd, gyáros
- 1962 : Elveszett paradicsom : Sebõk Imre
- 1962 : Esös vasárnap : Ági apja
- 1963 : Hattyúdal : Tamburás
- 1963 : Bálvány : Márton bácsi, fõaknász
- 1963 : Fotó Háber : Rendõr ezredes
- 1964 : Alouette (Pacsirta) : Vajkay Ákos
- 1964 : Ezer év : Dr Ludányi
- 1964 : Világos feladja
- 1965 : Iszony : Nelli apja
- 1965 : A Köszívü ember fiai : Öreg Pál
- 1965 : Vingt heures (Húsz óra) : Elnök Jóska
- 1966 : Orvos halála, Az : Weisz doktor
- 1966 : Utószezon : Kerekes
- 1966 : Édes és keserü
- 1966 : Ketten haltak meg : Reményi
- 1967 : Tanulmány a nökröl : Gegucz Bálint
- 1967 : Egy nap a paradicsomban
- 1967 : Baleset
- 1968 : Kártyavár : Puckner
- 1969 : Pokolrév : Professzor
- 1969 : A Beszélö köntös : Lestyák Mátyás
- 1969 : Isten hozta örnagy úr : Tónay, plébános
- 1969 : A Varázsló : Mr. Csilicsala
- 1970 : La Roseraie de six arpents (Hatholdas rózsakert) : Lajos bácsi
- 1972 : Nyulak a ruhatárban : Apuka, Dávid Rudolf
- 1972 : Nápolyt látni és...
- 1972 : Fuss, hogy utolérjenek! : Tanár úr
- 1973 : A Magyar ugaron : Bíró
- 1974 : Jelbeszéd : Uncle Balogh
- 1976 : Fekete gyémántok : Bondavári Tibald herceg
- 1976 : Ballagó idö : A kaposi nagypapa
- 1978 : Drága kisfiam : Bela
- 1978 : Philemon és Baucis : Öregember
- 1979 : Mese habbal : Miniszter úr
- 1980 : Két történet a félmúltból
- 1980 : A Téglafal mögött : Öregember
- 1980 : Circus maximus : Máté professzor
- 1983 : Mennyei seregek : Lippay püspök
- 1984 : Higgyetek nekem!
- 1984 : Boszorkányszombat : Very Old Man

### Télévision
- 1959 : Probáld meg daddy! : Mike Merwyn
- 1964 : Idegen ember, Az
- 1964 : Rab Ráby : II. József
- 1964 : Szeptember
- 1968 : A Bíró és a hóhér : Barlach
- 1969 : Komédia a tetön : Tolvaj
- 1970 : A Revizor : Anton Antonovics, polgármester
- 1970 : Tizennégy vértanú : Aulich Lajos
- 1971 : A Fekete város : Bibók Vince, Zsiga apja
- 1974 : Keménykalap és krumpliorr : Leopoldi
- 1974 : Méz a kés hegyén
- 1975 : Barátom Bonca : Vak férfi
- 1975 : A Peleskei nótárius : NagyZajtai Zajtai István, nótárius
- 1977 : Haszontalanok
- 1978 : Tengerre nézö cellák
- 1978 : Elefánt, Az : Molnár Antal
- 1980 : A Nagy ékszerész
- 1980 : Wiener Walzer : Államügyész
- 1981 : A Messziröl jött ember : Jácint
- 1982 : Társkeresés No. 1463 : Márton Hankóczy
- 1983 : Szent Kristóf kápolnája
- 1984 : Legyél te is Bonca! : Tóni bácsi
- 1985 : Eltüsszentett birodalom, Az: Szépapó
- 1985 : A Vén bakancsos és fia, a huszár : Mihály
- 1986 : Elveszett paradicsom : le père de Zoltán

## Récompenses et distinctions
- Prix d'interprétation masculine au Festival de Cannes 1964 pour Alouette (Pacsirta) de László Ranódy (ex aequo avec Saro Urzì)